# Lötschberský úpatní tunel
Lötschberský úpatní tunel (LBT) (německy Lötschberg-Basistunnel) je železniční tunel ve Švýcarsku. Jeho stavba začala v roce 1999, zprovozněný byl v červnu 2007. S délkou 34,6 km jde o čtvrtý nejdelší tunel na světě. Úpatní v názvu tunelu znamená, že portály tunelu jsou umístěny na úpatí masivu, tedy trať nestoupá po úbočí k tunelu, jako je to v případě staršího Lötschberského železničního tunelu. Význam stavby spočívá v dopravním propojení jižní hornaté částí Švýcarska se středním Švýcarskem mezi kantony Wallis a Bern.
Tunel je dvoutubusový, kompletní je však jen východní tubus. Západní tubus je vyražen ze 3/4 a jen částečně osazen kolejemi. Jednokolejný úsek tunelu je 21 km dlouhý. Důvodem omezení stavby byla finanční situace, která nastala při stavbě Gotthardského úpatního tunelu, který byl rozhodnutím Spolkové rady Švýcarska ze dne 24. dubna 1996 finančně upřednostněn.

## Koncepce

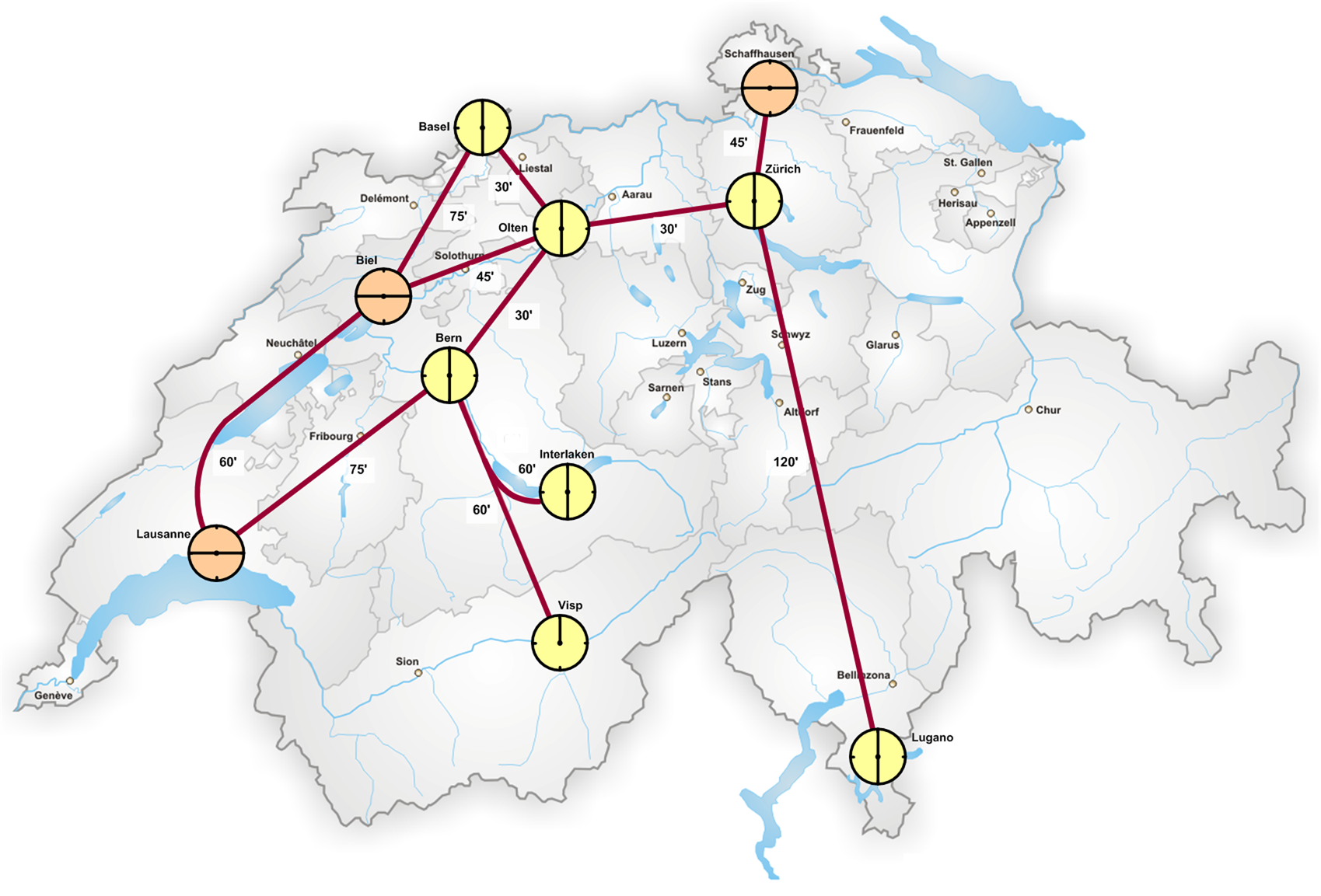
Koncept švýcarské rychlé železniční sítě

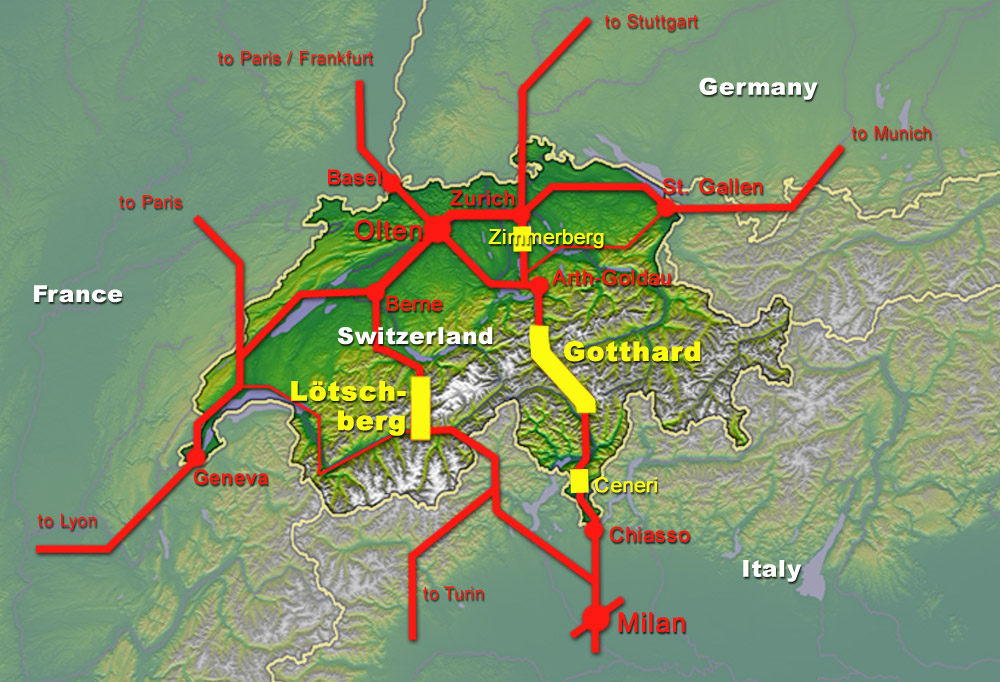
Úpatní tunely Gotthard, Lötschberg, Ceneri a Zimmerberg

Koncepce výstavby železničních tratí ve Švýcarsku pochází z roku 1992, kdy byl přijat návrh na vybudování nové železniční Alpské cesty (NEAT), a to i z důvodu, že se Švýcarsko zavázalo realizovat dohodnuté přepravní kapacity sjednané s Evropskou unií. Tento koncept obsahuje návrh na budování vysokorychlostní železniční sítě, jejíž součástí je i stavba tunelů pod Alpami, mezi které patří i Lötschberský úpatní tunel.
Jedná se o zrychlení dopravního spojení mezi jižním a středním Švýcarskem, navazujícího na Simplonský tunel a železniční síť v Itálii.
Využití současného Lötschberského železničního koridoru a modernizovaného Simplonského tunelu vytváří ve Švýcarsku jednu z větví ve směru sever–jih ve Švýcarsku přes Alpy tak, aby byla propojena hospodářská centra Německa na severu a severní Itálie na jihu. Lötschberská linie v západní části Švýcarska přes Alpy poskytuje možnosti různých forem kombinované dopravy zboží, včetně těžkých nákladních vozidel s výškou až 4 m. LBT je navržen tak, že by v budoucnu mohl plnit následující funkce:
- zlepšení infrastruktury vysokorychlostní tranzitní železnice ve směru Basilej-Bern-Brig-Domodossola-Miláno
- přímé železniční spojení do centrální oblasti kantonu Wallis se zkrácením jízdní doby na jednu hodinu mezi městy Bern a Sion
- napojení na dálnici A6/A9 pomocí vagónování automobilů, které splňují podmínky k jízdě po vnitrostátních silnicích Švýcarska

Prozatím je LBT určen pro osobní dopravu a přepravu zboží uložených ve vagonech. Tranzitní dopravě s vagónováním zatím slouží stávající Lötschberský železniční tunel, položený výše v Alpách. Vzhledem ke změnám financování v průběhu stavby Gotthardského úpatního tunelu byl plán rychlého spojení centrální části kantonu Wallis odložen a tunelová odbočka v jižní části k portálu Steg zůstala nedokončena.

## Projekt

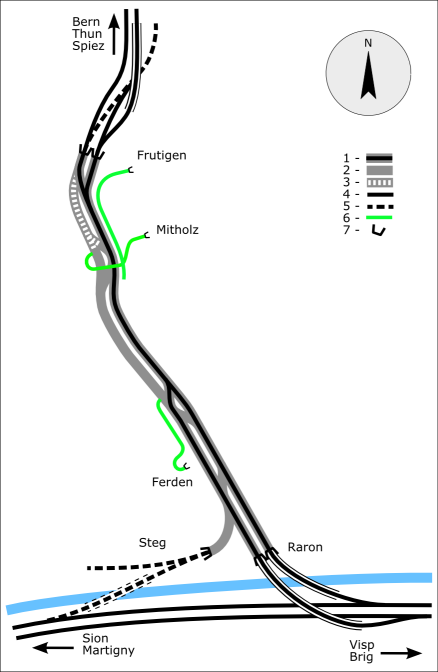
Schema LBT
1 - tubus s kolejemi
2 - tubus bez kolejí
3 - plánovaný tubus
4 - trať
5 - plánovaná trať
6 - galerie
7 - portály

LBT je navržen jako dvoutubusový, jednokolejný v každém tubusu. Vzdálenost mezi tubusy se pohybuje v rozmezí 40 až 60 m podle typu horniny proráženého masivu. Tubusy jsou vzájemně propojeny příčnými galeriemi v rozestupu 300 m a mají světlou výšku 4 m, a to podle předpisu Evropského průjezdního profilu EBV4. Sekční průměr pro ražbu tunelu pomocí důlního kombajnu (TBM) je 9,43 m. Při použití rubání metodou tryskání byla tato plocha o velikosti 62 až 78 m².
Severní portál Tellenfeld u Frutigen se nachází ve výšce 780 m n. m., a jižní portál u Raronu, ve výšce 660 m n. m. Tunel se od severu zvedá se sklonem 3‰ až do svého vrcholu v horách mezi kantony Bern a Wallis a klesá přibližně se sklonem 13‰ k jižnímu konci. Tunel má pět portálů, Frutigen, Raron a mezilehlých únikových míst směrem na Ferden (portál u nádraží Goppenstein), Steg (portál Niedergesteln) a Mitholz.

## Realizace
Realizace stavby a zprovoznění byla z ekonomických důvodů rozdělena do tří fází. V první fázi bude od severního portálu dokončen pouze jeden tubus od Frutigenu k bezpečnostní stanici v Mitholz. Zde již byla dokončena ražba paralelního tubusu ke Kandertalu a tento úsek bez kolejí slouží jako nouzový únikový prostor. Od Mitholzu až k jižnímu portálu Raron jsou již oba tubusy dokončeny. V první fázi realizace byla technická infrastruktura instalována v úseku pouze mezi Ferdenem a Raronem. Jižní boční tubus směrem na Steg byl vyrubán s požadovaným profilem EBV4 a čeká na dovybavení infrastrukturou. Boční servisní štoly byly vyrubány směrem na Mitholz v délce 1,5 km a směrem na Ferden v délce 4,2 km. Tyto štoly mají sklon přibližně 12 %. Ve druhé fázi realizace a dostavby bude technická železniční infrastruktura instalována i v úseku mezi Mitholzem a Ferdenem.
Ve třetí fázi realizaci bude zprovozněn druhý tubus v úseku mezi Mitholzem a Frutigenem, a jako poslední část bude dokončena jižní odbočka do centrální oblasti Wallisu přes Steg.

## Bezpečnostní stanice

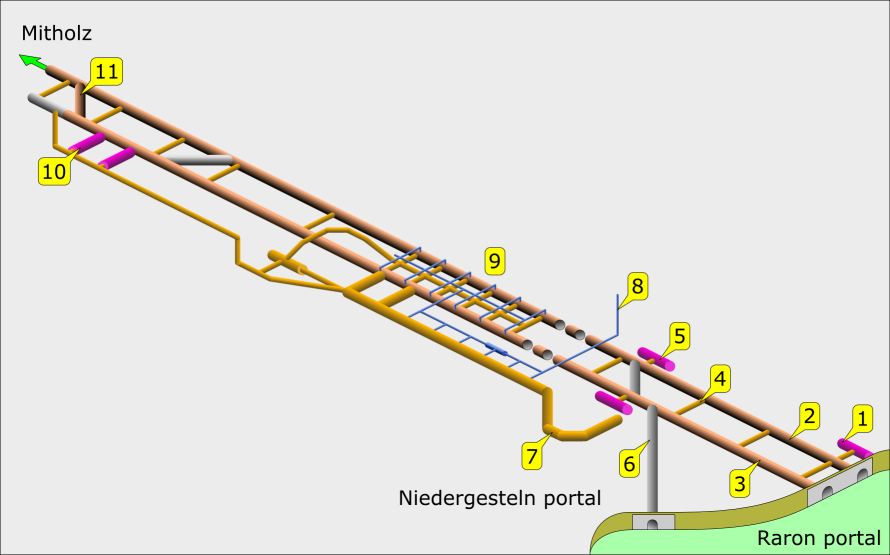
LBT - schema stanice Ferden
v kantonu Wallis
1 - jižní lokální řídící centrum
2 - východní tubus
3 - západní tubus
4 - spojovací štola
5 - provozní centrum
6 - nedokončený tubus
7 - přístupová štola Ferden
8 - ventilace
9 - bezpečnostní stanice Ferden
10 - provozní centrum
11 - spojka mezi traťovými tubusy

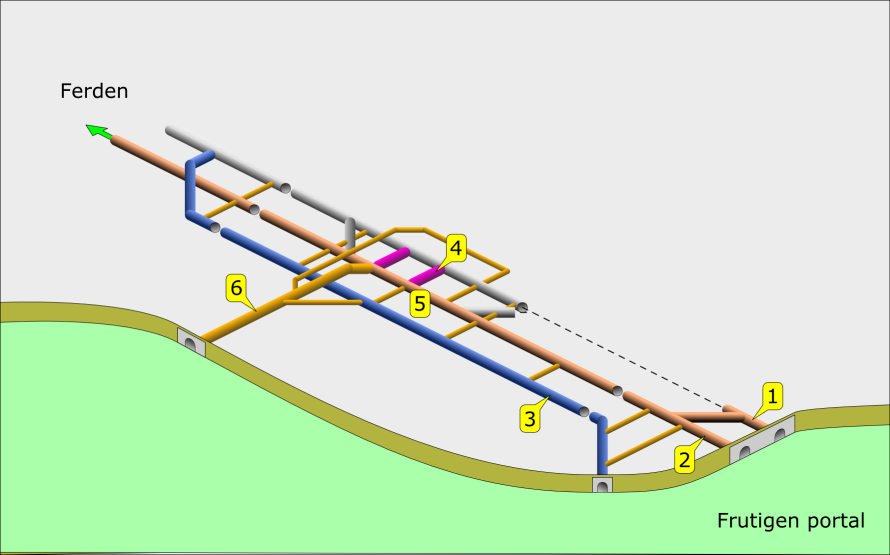
LBT-schema stanice Mitholz
1 - západní tubus
2 - východní tubus
3 - přístupová štola Frutigen
4 - provozní centrum
5 - bezpečnostní stanice Mitholz
6 - přístupová štola Mitholz

Bezpečnost provozu se zohledněním možných rizik byla kritériem pro zajištění bezpečnosti, zejména cestujících. S ohledem na zajištění bezpečnosti byly tedy do projektu zasazeny dvě bezpečnostní stanice, jedna u Mitholz a další v blízkosti obce Ferden, asi 700 m pod úrovní terénu v Lötschentalském údolí. Nouzové bezpečnostní hlásky jsou určeny k spuštění systému pro záchranu cestujících z vlaku. Jako únikové prostory jsou v souběhu s dopravními tubusy vyraženy boční štoly pro únik cestujících, odsávání spalin a přívod čerstvého vzduchu do únikových prostor. V tubusech, spojovacích přejezdech, východech a na dalších místech je osazeno celkem 173 posuvných vrat, která umožňují rozdělení tunelového prostoru do jednotlivých sekcí, což má význam pro izolování např. požáru, regulaci výměny vzduchu ale i v případě údržby v prostorách tunelu.

### Ferden
Ferden je stanice pro nouzové zastavení souprav v obou tubusech a opuštění prostoru nouzovou únikovou štolou. Tato je větrána čerstvým vzduchem a z prostoru stanice jsou zároveň odsávány škodlivé plyny. Prostor stanice je monitorován videosystémem, vybaven komunikačním zařízením a z psychologického hlediska přesvětlen.

### Mitholz
Mitholz je stanice se stejnou funkcí zajištění bezpečnosti pro cestující jako Ferden, navíc však plní i funkci servisní stanice tunelu.

## Provozní a bezpečnostní centra
Pro zajištění bezpečnosti a provozu samotného je celý tunel rozdělen do úseků a vybaven celkem 12 dohledovými a bezpečnostními monitorovacími centry. Z hlediska bezpečnosti jsou centra vybudována v páru, samostatně pro východní a západní tubus s na sobě nezávislým provozem. Centra obsahují potřebnou technologii železniční infrastruktury, ventilace a zabezpečení. Centra pracují bezobslužně a jsou sledovány z řídícího centra ve Spiezu pomocí dvou místních center v Frutigenu a Raronu.

## Geologie a stavba

### Stavba
Stavba LBT byla rozdělena do dílčích sekcí z důvodu optimalizace technologického postupu ražby. Nejprve byly vyrubány štoly Mitholz, Ferden a Steg jako přístupové tunely a slouží jako mezilehlá přístupová místa k jádru tunelu. Z těchto vnitřních bodů, stejně jako od portálů byla vedena ražba tubusů rozdělená do 11 sekcí. Tato koncepce stavby umožnila rozdělení celé délky tunelu na kratší úseky o maximální délce 10,2 km. Z jihu postupovaly dva důlní kombajny (TBM) určené pro rubání tubusu ve tvrdé skále. Jednalo se o postup od portálu Steg, tunelové odbočky, a od portálu Raron v délce 10 km východního tubusu. Ve všech dalších sekcích byla použita tradiční metoda tryskání pro ražbu v měkčích částech horniny masivu.
Celá organizace stavby byla zaměřena na krátkou dobu výstavby a brzké uvedení do provozu v roce 2007, alespoň části tunelu. Podle harmonogramu byla ražba dokončena koncem roku 2004 posledním průlomem v sekci mezi Mitholzem a Ferdenem. Větší část vnitřní stavby byla provedena v průběhu let 2004 a 2005. Železniční infrastruktura byla instalována v letech 2005 a 2006.

### Geologie
Při trasování LBT tunelu byl proveden důkladný geologický průzkum. Důvodem byly nejen standardní postupy před zahájením prací v trase tunelu, ale i situace, která nastala při ražbě staršího Lötschberského železničního tunelu. Hloubková sondáž byla ražena ze severu v délce 9,4 km od Frutigenu z okresu Kandersteg v letech 1994 až 1996. Mimo této průzkumné štoly byla provedena celá řada dalších sondáží a průzkumných vrtů, které poskytly důležité geologické informace o Lötschberském masivu. Výsledkem průzkumu bylo zmapování tektoniky a geologie vrstev masivu v místech, kudy LBT prochází. Směrem od portálu Frutigen se v délce 3,5 km nachází flysové pásmo složené z takzvaného taveyannazu, vrstvy tvrdých vulkanických pískovců a deskových útvarů. Následně LBT prochází skrz nižší vrstvy Wildhornské desky. Toto je extrémně drobně šupinatá oblast téměř horizontální nebo mírně šikmo k jihu se svažující oblast. Většina geologických přesmyků a záhybů vrstev nebyla problematická vzhledem ke stavbě tunelu. Doldenhornský příkrov má jiný typ struktury, jednotlivé vrstvy jsou sice uspořádány pod velkým úhlem, ale na rozdíl od Wildhornské desky nejsou šupinaté. V některých místech byly nalezeny silné vrstvy malmu a bílé křídy, které mají tendenci tvořit krasové oblasti a principiálně mohou stahovat vodu na úroveň raženého tunelu. Vzhledem k tomu, že oblast Kandertal zasahuje až pod úroveň LBT, byla trasa odkloněna tak, aby se vyhnula vodou nasyceným horninám, které vznikly působením ledovce. Na jih od Kanderstegu se nachází Doldenhornský příkrov s primárním sedimentem pokrývající masiv Aar. Tato sekce prochází přes rozdrobené skály („Kakirite“) a měkké, plastické a šupinovité sedimenty. Tunel dosahuje masivu Aar zhruba 14,5 km od portálu Frutigen, kde masiv obsahuje žulu a granodiority, které vzhledem k vysokému nadloží mají tendenci k náhlému praskání. Na jihu se nachází příkře uložené staré krystalické vrstvy ruly, břidlice a v některých místech i amfibolity. V Jungfrau Wedge ukázaly průzkumy příkrovy základní Helvetické zóny severně od masivu Aar, početné, a v některých případech extrémně silné vrstvy fylitů, stejně tak uhlíkové koryto, které je možná uhelné ložisko vzniklé stlačením v těchto skalách. Poslední 2 km před portálem Raron jsou z velké části tvořeny jižními původními sedimenty masivu Aar, ve kterých se nachází vápenec, pískovec a v některých případech slídová břidlice. Těsně před portálem Raron protíná tunel starou krystalickou rulu v délce přibližně 500 m.

## Historie a postup prací

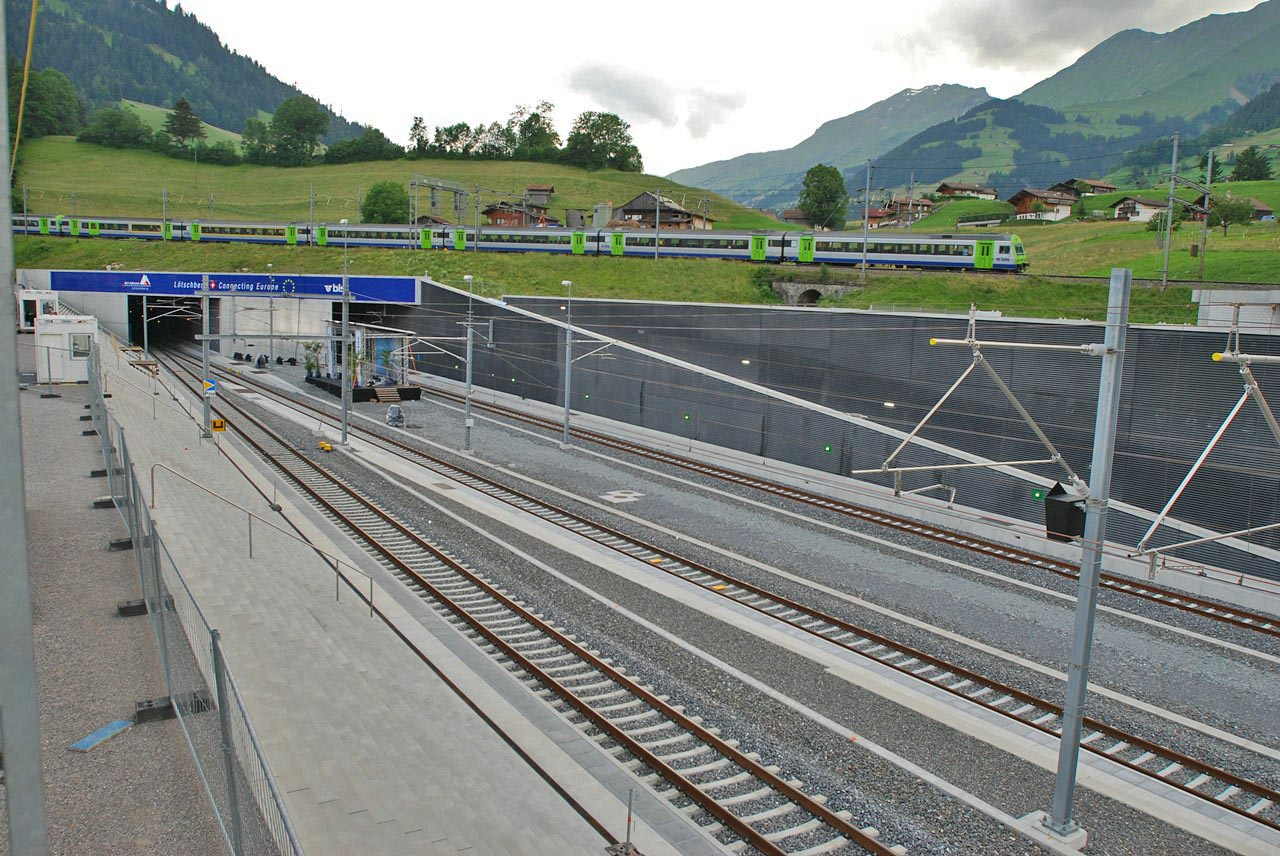
Severní portál tunelu u Frutigenu, nad portálem trať původní Lötschberské dráhy

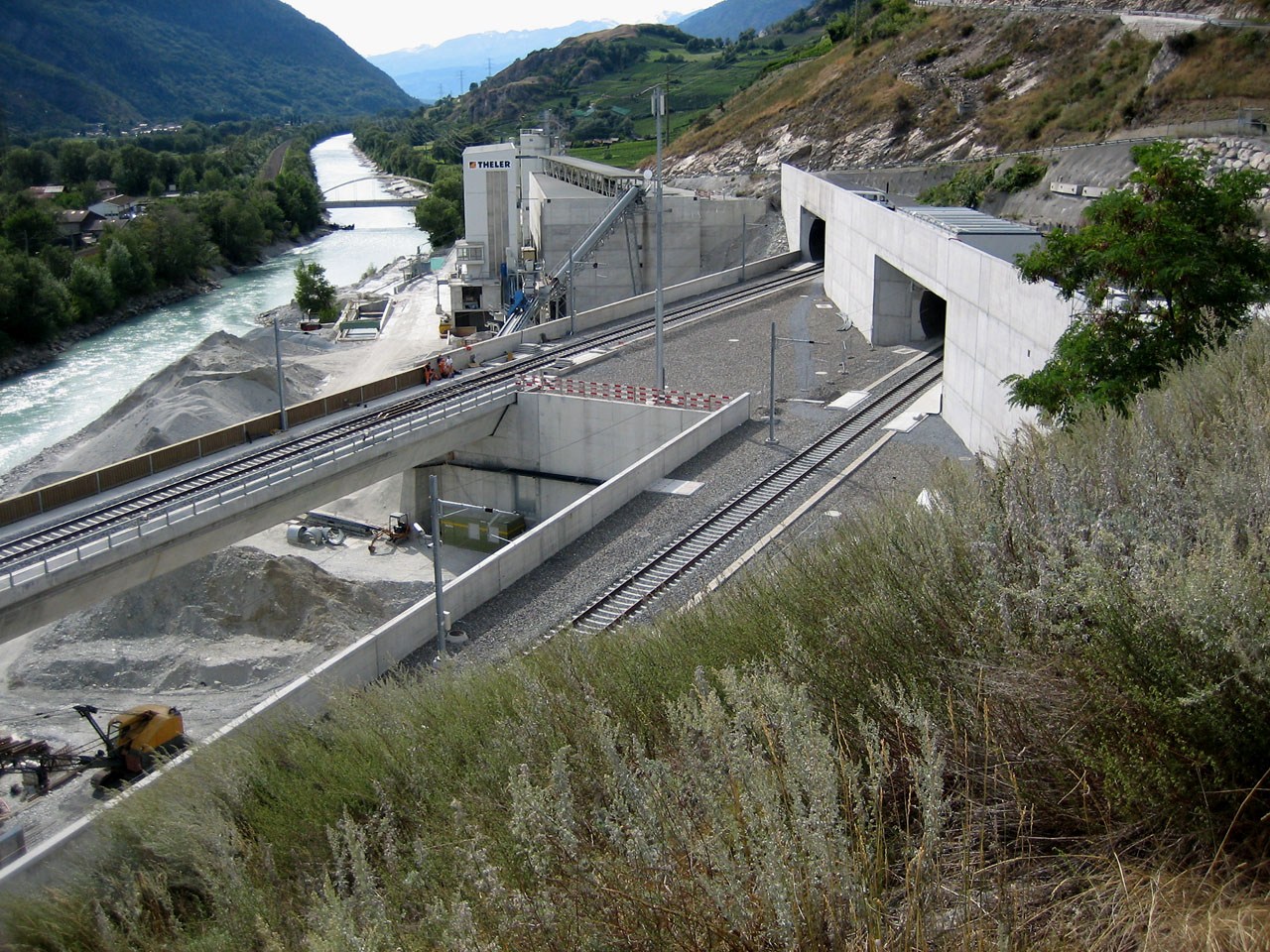
Jižní portál blízko Raronu v kantonu Valais, tunely plynule přecházejí do mostu přes řeku Rhônu

Historie LBT není tak obsáhlá jako u Gotthardského úpatního tunelu, přesto je mezi nimi úzká souvislost vzhledem k budování rychlostní železnice ve Švýcarsku.

### do roku 1960
• 1906 byla založena alpská drážní společnost Bern-Lötschberg-Simplon (BLS) se záměrem vybudování přímého železničního spojení Bern-Wallis-Itálie • 1913 otevření Lötschberské dráhy • 1915 BLS otevírá Grenchenskou dráhu spojující Itálii skrz Simplonský tunel přes Bern s Francií • 1960 se objevují první návrhy na stavbu úpatního tunelu mezi kantony Bern a Wallis.

### rok 1980–1989
• 1983 Spolková rada Švýcarska se staví kladně ke stavbě nové železnice přes Alpy, více-méně je však projekt hodnocen jako předčasný • 1986 zahajuje NRLA (NEAT) plánování nového projektu spojení pod Alpami (Švýcarská konfederace, SBB a BLS) a zvažuje 5 variant realizace: Lötschberský úpatní tunel-Simplon, Gotthardský úpatní tunel, Ypsilon (Gotthard), Splügen 1 a Splügen 2 • 6. prosince 1987 se v referendu vyjadřuje 57% občanů pro projekt „Železnice 2000“.

### rok 1990–1999
• 4. listopadu 1991 je Švýcarskou radou rozhodnuto o stavbě nového železničního spojení • 8. května 1992 je dokončeno rozšíření původní Lötschberské tratě na dvoukolejnou trať • 27. září 1992 je v referendu 63,5% odsouhlaseno tzv. „Alpské referendum“ ohledně tranzitní dopravy v Alpách • 16. prosince 1992 schvaluje parlament tranzitní smlouvu s Evropským společenstvím (EU) • 8. června 1993 je založena BLS AG AlpTransit; 100% vlastněná dceřinou společností BLS • 20. února 1994 byla doplněna švýcarská ústava (schváleno 52%) o ochraně Alp • 12. dubna 1994 je zahájen geologický průzkum v Kandertalu ražbou průzkumného tunelu • 24. dubna 1996 Spolková rada schvaluje výstavbu Lötschberského úpatního tunelu • 29. listopadu 1998 je v referendu schváleno financování veřejné dopravní infrastruktury • 5. července 1999 je proveden první odstřel tunelu u Mitholzu

### rok 2000–2007
• 11. června 2001 se rozbíhá realizace koridoru „Železniční dálnice“ mezi Německem a Itálií přes Lötschberg • 6. prosince 2004 je zahájena instalace tratě v západním tubusu • 28. dubna 2005 je učiněn poslední průlom ve východním tubusu • 6. června 2006 je zahájen zkušební provoz na elektrifikované jižní části tunelu • 24. července 2006 je zatlučen „zlatý hřeb“, tedy trasa byla kolejově propojena • Od prosince 2006 probíhají elektrické zkušební jízdy rychlostí až 280 km/h • 15. června 2007 je slavnostně otevřena nová lötschberská trať předáním stavby do provozu pod provozovatele BLS • 16. června až 12. srpna 2007 probíhá zvyšování provozní zátěže s komerčními vlaky • 9. prosince 2007 je tunel uveden do úplného provozu

## Technické informace tunelu
| Provozní data                         | Provozní data                                                                 |
| ------------------------------------- | ----------------------------------------------------------------------------- |
| Severní portál                        | Frutigen (kanton Bern)                                                        |
| Jižní portál                          | Raron (kanton Wallis)                                                         |
| Provozní délka                        | 34.6 km                                                                       |
| Rozchod kolejí                        | 1435 mm                                                                       |
| Trakční napájení                      | 15 kV AC                                                                      |
| Počet tubusů                          | 2 (1 částečně zprovozněn)                                                     |
| Počet kolejí v tubusu                 | 1                                                                             |
| Délka provozních kolejí               | 57 km                                                                         |
| Maximální rychlost                    | • nákladní vlaky: 100 km/h • osobní vlaky: 200 km/h • soupravy ETCS: 250 km/h |
| Rychlost na výhybkách (ETCS)          | • 120 km/h Wengi-Ey • 160 km/h pod údolím Rhôny                               |
| Propustnost                           | • nákladní vlaky: 70-80 • osobní vlaky: 30 • soupravy ETCS: 12                |
| Stavební data                         |                                                                               |
| Nejvyšší bod kolejí                   | 828,2 m n. m.                                                                 |
| Portál Frutigen                       | 776,5 m n. m.                                                                 |
| Portál Raron                          | 654,2 m n. m.                                                                 |
| Výškový rozdíl od portálu Frutigen    | 51 m                                                                          |
| Výškový rozdíl od portálu Raron       | 174 m                                                                         |
| Sklon                                 | • min: 3‰ • max: 13‰                                                          |
| Celková délka včetně tubusů a galerií | 88,1 km                                                                       |
| Celková délka včetně příčných a štol  | 91,8 km                                                                       |
| Průměr tubusu při ražbou TBM          | 9,43 m                                                                        |
| Vzdálenost vlakových tubusů           | 40-60 m                                                                       |
| Počet spojovacích štol mezi tubusy    | 104                                                                           |
| Vytěžený objem                        | ~16 600 000 t                                                                 |
| Podíl ražby                           | • 20 % TBM • 80 % odstřel                                                     |
| Nespecifikovaná data                  |                                                                               |
| Celkový počet pracovníků              | 1 550-2 600                                                                   |
| Počet videokamer bezp. systému        | 130                                                                           |
| Počet požárních hlásičů               | 20                                                                            |
| Sekční vrata                          | 173                                                                           |
| Náklady na stavbu                     | 4,3 mld. SFR                                                                  |